# 近江日野郵便局
近江日野郵便局（おうみひのゆうびんきょく）は、滋賀県蒲生郡日野町にある郵便局。民営化前の分類では集配普通郵便局であった。

## 概要
住所：〒529-1699 滋賀県蒲生郡日野町松尾1-86

## 沿革
- 1872年（明治5年）旧2月 - 西大路（にしおおじ）郵便取扱所として開設[1]。
- 1873年（明治6年）4月 - 西大路郵便役所となる[1]。
- 1875年（明治8年）1月1日 - 西大路郵便局（五等）となる[1]。
- 1876年（明治9年）2月2日 - 為替取扱を開始[1]。
- 1878年（明治11年）9月25日 - 貯金取扱を開始[1]。
- 1891年（明治24年）3月21日 - 改称とともに、日野郵便電信局となる[1]。
- 1903年（明治36年）4月1日 - 通信官署官制の施行に伴い日野郵便局となる[1]。
- 1955年（昭和30年）9月1日 - 内池郵便局から電報配達事務の取扱を移管[2]。
- 1957年（昭和32年）4月1日 - 鎌掛郵便局[3]から電話交換事務の取扱を移管。
- 1959年（昭和34年）12月15日 - 南比都佐郵便局[4]および西桜谷郵便局から、電話交換事務の取扱を移管。
- 1962年（昭和37年）4月16日 - 特定郵便局から普通郵便局に局種別改定するとともに、近江日野郵便局に改称。
- 1967年（昭和42年）10月29日 - 電話交換、和文電報配達、欧文電報受付・配達、国際電報受付・配達の各業務を、近江日野電報電話局に移管。
- 1984年（昭和59年）1月31日 - 近江鉄道本線を経由する鉄道郵便輸送（米原貴生川線）が廃止[5]。専用自動車に転換。
- 1989年（平成元年）3月6日 - 日野町大から同町松尾に移転。
- 2000年（平成12年）8月14日 - 外国通貨の両替および旅行小切手の売買に関する業務取扱を開始。
- 2007年（平成19年）10月1日 - 民営化に伴い、併設された郵便事業近江日野支店に一部業務を移管。
- 2012年（平成24年）10月1日 - 日本郵便株式会社発足に伴い、郵便事業近江日野支店を近江日野郵便局に統合。

## 取扱内容
- 郵便、印紙、ゆうパック、内容証明
- 貯金、為替、振替、振込、国際送金、国債、投資信託
- 生命保険、バイク自賠責保険、自動車保険
- ゆうちょ銀行ATM
- 「529-16xx」区域（蒲生郡日野町の全域）の集配業務
- ゆうゆう窓口

## 周辺
- 日野町役場
- 日野町立図書館
- 日野記念病院
- 氏郷公記念館
- 滋賀県立日野高等学校
- 日野町立日野中学校
- 日野町立日野小学校
- 国道307号
- 国道477号

## アクセス
- 近江鉄道本線 - 日野駅から東へ約2.7km（徒歩約30分）
- 日野町営バス - 郵便局停留所下車
- 名神高速道路 - 蒲生SICから南東へ約12km、八日市ICから南へ約12km
- 駐車場あり：14台